# 金尚鎬
金 尚鎬（キム・サンホ、朝鮮語: 김상호/金尙鎬、1901年1月2日 - 1982年2月9日）は、日本統治時代の朝鮮および大韓民国の園芸家、教育者、政治家。制憲国会議員。
漢字表記は金尚浩とも。

## 経歴
全羅南道羅州郡出身。中東中学校卒、中国天津新学書院修業、天津大学卒。1933年より園芸業に従事した後、多侍公立普通学校教員、印刷業、果樹園運営を経て、大韓青年団羅州郡支団長、韓国民主党所属の国会議員を務めた。

## 著書
園芸除虫法